# Cimetières de la Bergmannstraße
Les cimetières de la Bergmannstraße (Friedhöfe an der Bergmannstraße) est un cimetière berlinois d'environ 20 hectares appartenant à quatre paroisses évangéliques différentes à Berlin-Kreuzberg en Allemagne. Ils sont entourés par les rues Lilienthalstraße à l'est, Züllichauer Straße, Golßener Straße et Jüteborger Straße au sud, Heimstraße à l'ouest et Bergmannstraße, qui leur donne son nom, au nord. Les cimetières sont accessibles via la place Südstern ainsi que sa station de métro homonyme au nord-est, ou via le grand parc de l'ancien aéroport de Tempelhof au sud.

## Les quatre cimetières

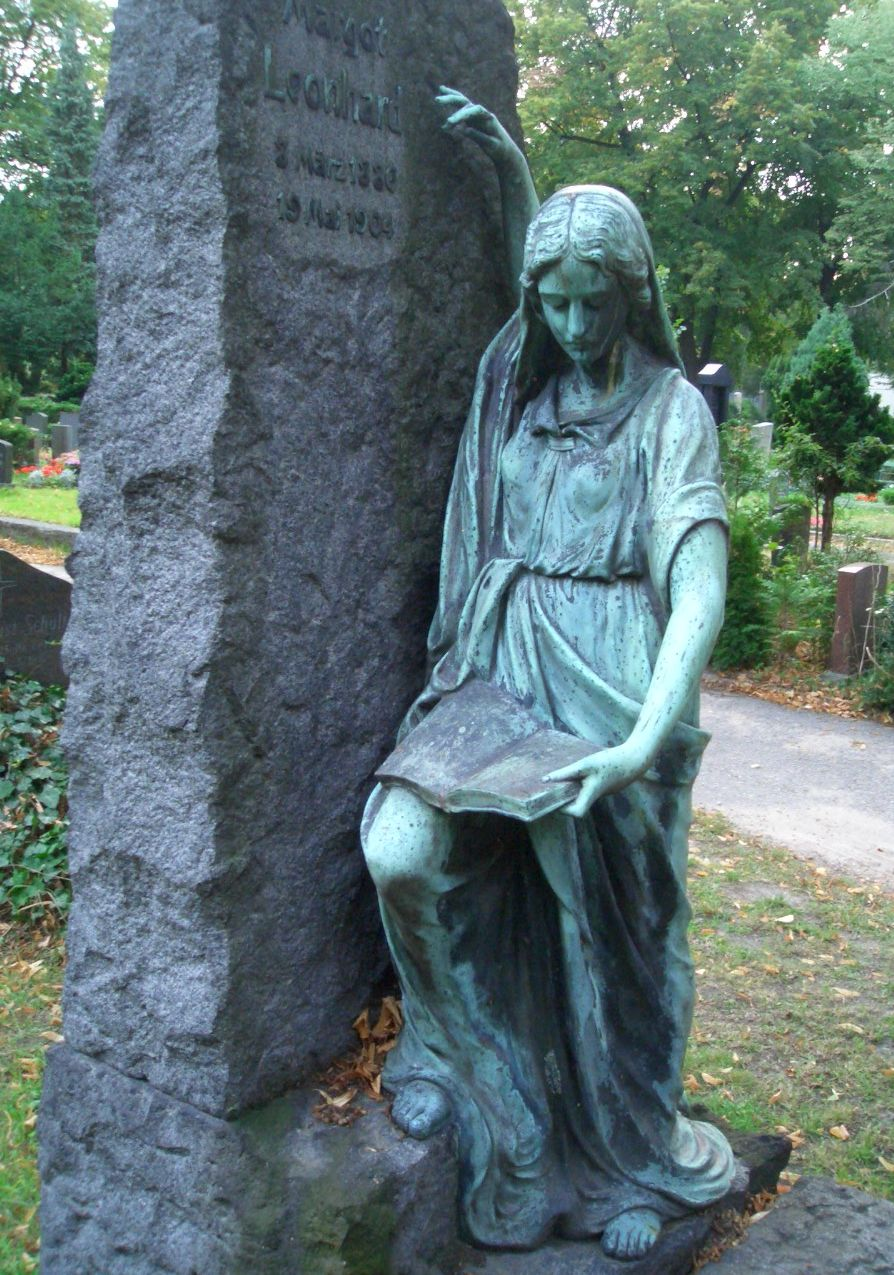
La tombe de Margot Leonhard au cimetière de Jérusalem et de la nouvelle église (division IV).

- Le Cimetière de la Trinité (division II) (Dreifaltigkeitskirchhof II), rattaché à la paroisse de la Trinité a été ouvert en 1825 à l'ouest de la zone. Il s'étend sur 45 773 m².
- Le Cimetière de Luisenstadt (Luisenstädtischer Friedhof), rattaché à la paroisse de Luisenstadt a été ouvert en 1831 au sud-est de la zone à la place d'un ancien vignoble. Il s'étend sur 90 155 m².
- Le Cimetière de Friedrichswerder (Friedrichswerderscher Friedhof), rattaché à la paroisse de Friedrichswerder a été ouvert en 1844 au centre de la zone. Il s'étend sur 36 639 m².
- Le Cimetière de Jérusalem et de la nouvelle église (division IV) (IV. Kirchhof der Jerusalems- und Neuen Kirche), rattaché à la paroisse de Jérusalem et de la nouvelle église a été ouvert en 1852 au nord-est de la zone. Il s'étend sur 33 777 m².

## Littérature
- (de) Klaus Hammer, Friedhöfe in Berlin – Ein kunst- und kulturgeschichtlicher Führer, Berlin, Jaron Verlag, 2006 (ISBN 3-89773-132-0)